# Берза (Ботошани)
Берза (рум. Berza) насеље је у Румунији у округу Ботошани у општини Санта Маре. Oпштина се налази на надморској висини од 87 m.

## Становништво
Према подацима из 2002. године у насељу је живело 239 становника, од којих су сви румунске националности.